# Keystone (Colorado)
Keystone is een plaats (census-designated place) in de Amerikaanse staat Colorado, en valt bestuurlijk gezien onder Summit County.

## Demografie
Bij de volkstelling in 2000 werd het aantal inwoners vastgesteld op 825.

## Geografie
Volgens het United States Census Bureau beslaat de plaats een oppervlakte van
105,2 km², geheel bestaande uit land. Keystone ligt op ongeveer 3484 m boven zeeniveau.

## Sport
In 1977 werd het achtendertigste WK Allround voor vrouwen verreden op het Speed & Figure Skating Centre van Keystone.

## Plaatsen in de nabije omgeving
De onderstaande figuur toont nabijgelegen plaatsen in een straal van 24 km rond Keystone.